# Takskottning

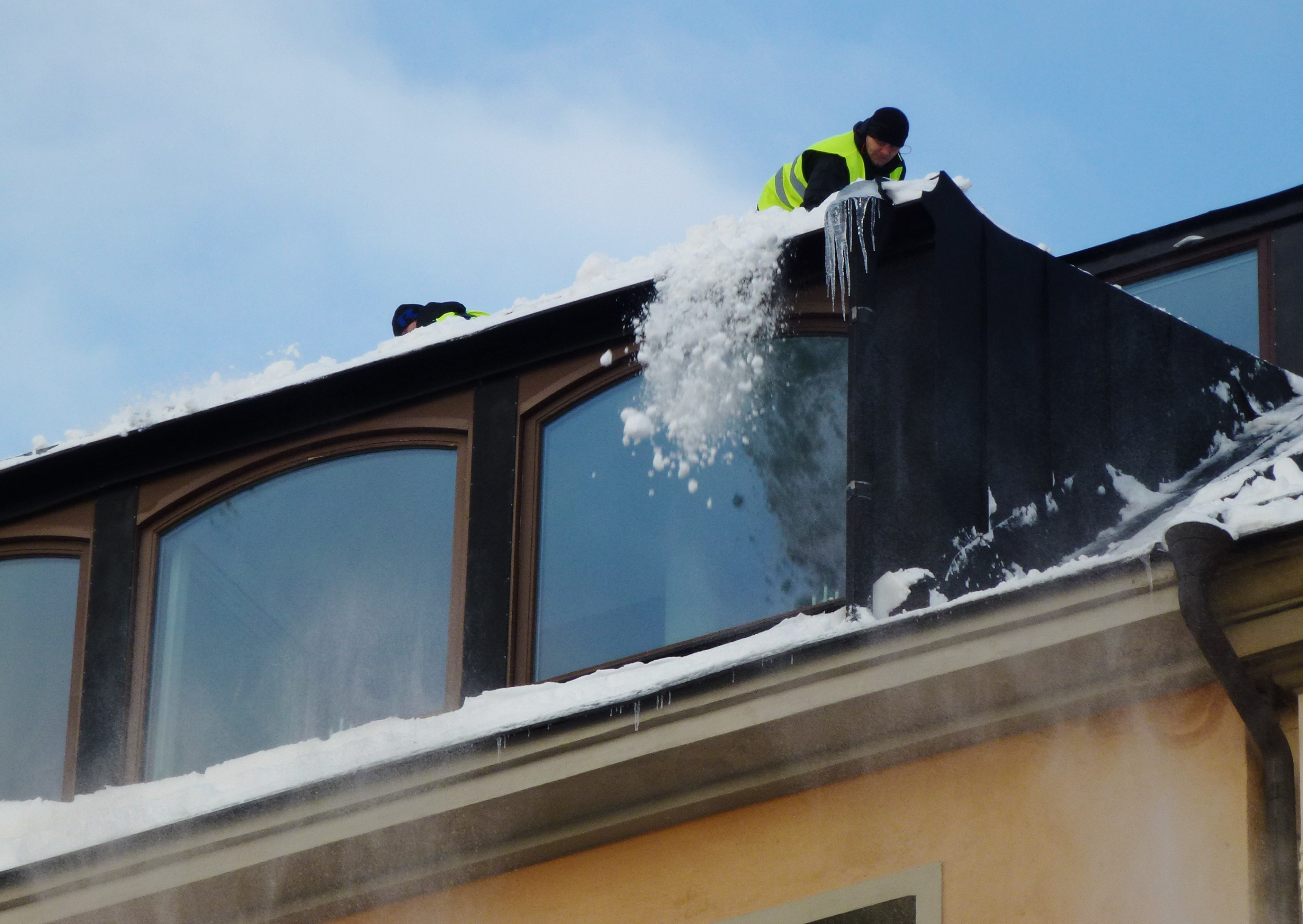
Takskottning i Stockholm.

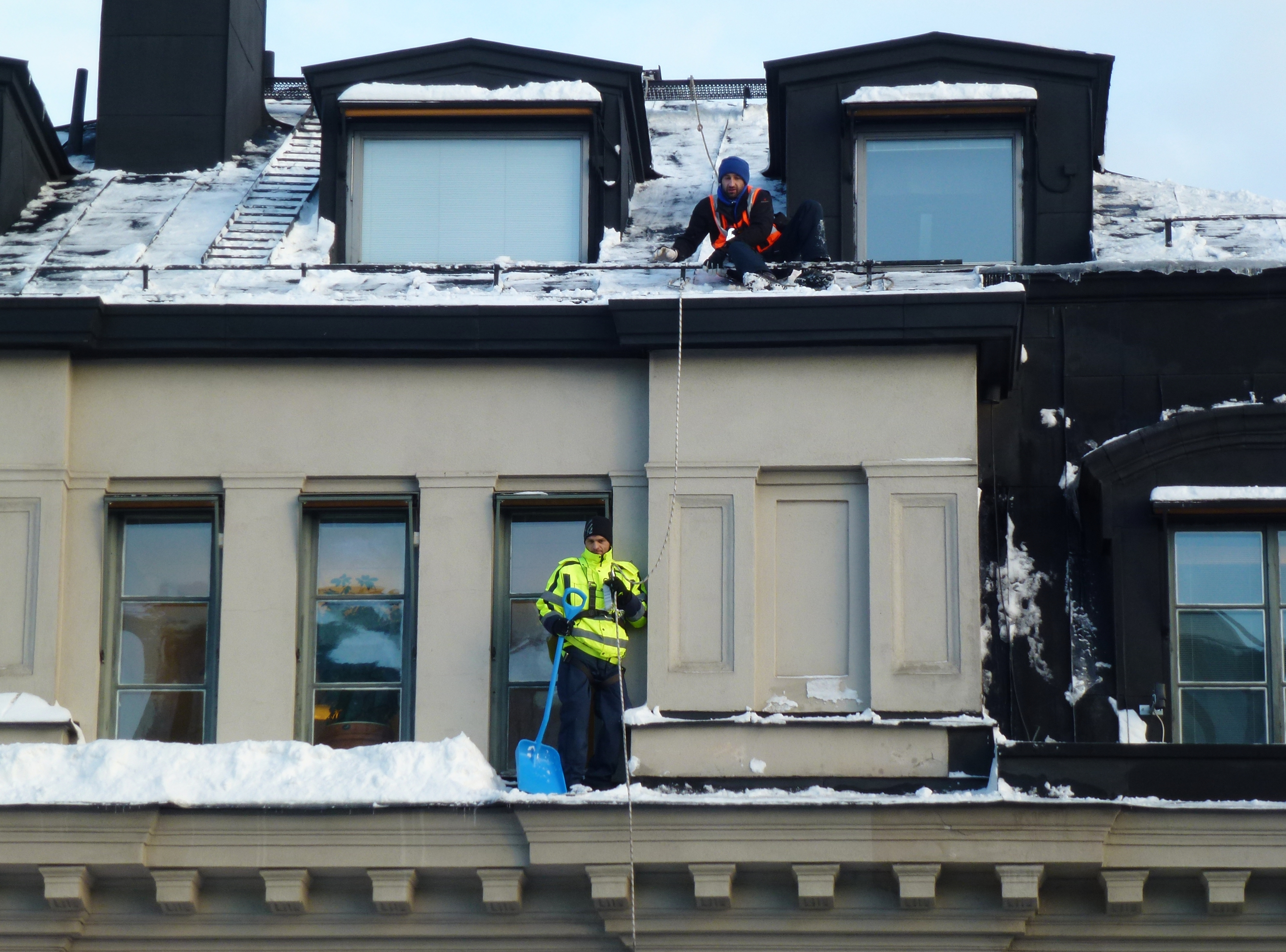
Takskottning i Stockholm.

Takskottning är att utföra snöröjning på tak. Takskottning är viktigt för att undvika att taket rasar ihop av tyngden av snön och att det skapas fuktskador i taket. I urbana miljöer skottas tak även för att undvika att snö eller is faller ned och skadar förbipasserande eller egendom. I Sverige riskerar fastighetsägare både straffrättsligt ansvar och skadeståndsansvar om de underlåter att bort snö som riskerar att falla och orsaka skador.
Det finns risker med att skotta på tak, exempelvis att den som skottar trillar och skadar sig, därför finns det en del saker att tänka på för att undvika olyckor.

## Att tänka på vid takskottning
Var minst två personer som hjälper till att skotta, så att man kan hjälpa varandra ifall den ena trillar ned eller inte. Det kan också vara bra att ha en nere på marken som kan säga till om någon är i riskzonen för att få snö över sig. Oavsett om huset är 30 meter högt eller 3 meter högt så är det nödvändigt att använda sig av en livlina som sitter fast på taket för att förhindra livshotande skador som kan förekomma om man trillar ned från taket. Om man ska skotta taket bör man använda sig av en snöskyffel av plast som inte är särskilt vass, för att inte skada tegel och plåt.